# Fatti, strafatti e strafighe
Fatti, strafatti e strafighe (Dude, Where's My Car?) è una commedia americana del 2000, diretta da Danny Leiner.

## Trama
Dopo una notte di follie, Jesse e Chester non riescono a ricordare niente, compreso dove hanno lasciato la loro macchina nella quale hanno dimenticato i regali per l'anniversario delle loro ragazze, gemelle tra loro, Wilma e Wanda. Vengono intercettati da diversi gruppi di persone: uno composto da ragazze aliene bellissime (le cosiddette "strafighe") che promettono loro "piacere orale", uno da due alieni con sembianze di uomini nordici con tendenze omosessuali e un altro gruppo di sfigati esaltati guidati da un certo Zurlì che vogliono andare nello spazio; tutti chiedono ai ragazzi il fantomatico "transponditore del continuum", che servirebbe a evitare la distruzione dell'universo. Jesse e Chester affronteranno così tante avventure per scoprire chi realmente dei tre gruppi vuole distruggere il pianeta, ma soprattutto dove è la loro auto.

## Citazioni in altre opere
La scena dei tatuaggi è stata ripresa nel film Scary Movie 2.